# Cryptosporiopsis edgertonii
Cryptosporiopsis edgertonii är en svampart som beskrevs av Gadgil & M.A. Dick 2001. Cryptosporiopsis edgertonii ingår i släktet Cryptosporiopsis och familjen Dermateaceae.   Inga underarter finns listade i Catalogue of Life.